# Yōko Mizuki
Œuvres principales
Nuages flottants
La Tour des lys
Yōko Mizuki (水木洋子, Mizuki Yōko) est une scénariste japonaise née le 25 août 1910 et morte le 8 avril 2003.

## Biographie

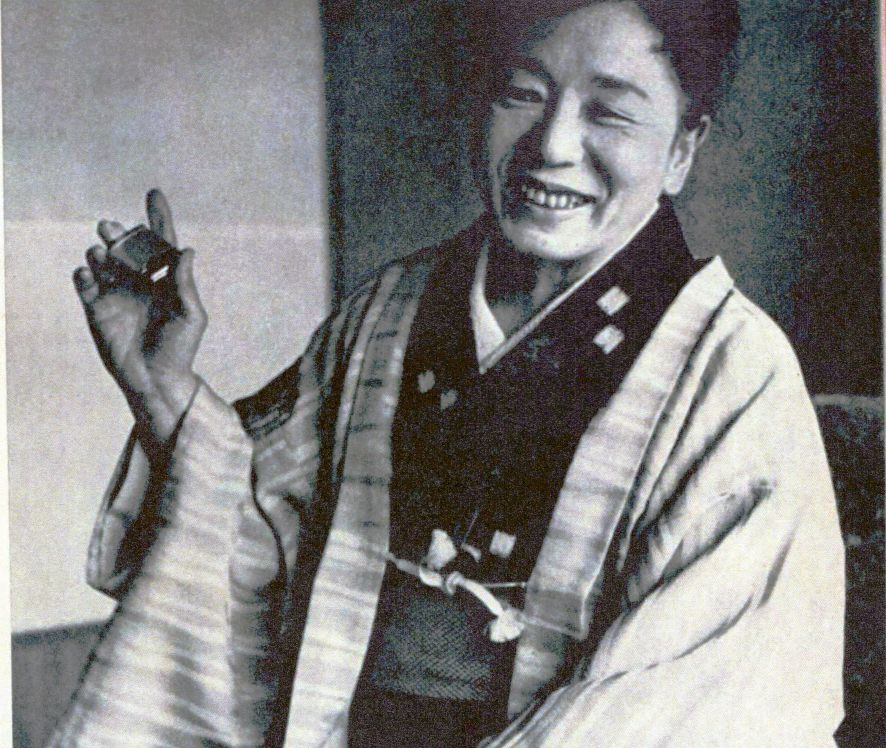
Yōko Mizuki en 1966.

Yōko Mizuki, de son vrai nom Tomiko Takagi est née le 25 août 1910 à Tokyo et fait ses études à Bunka Gakuin. À la mort de son père, elle se met à l'écrire pour subvenir aux besoins de sa famille, d'abord des pièces de théâtre, elle a alors 23 ans puis pendant la Seconde Guerre mondiale des radio drama (ラジオドラマ, rajio durama) (feuilletons radiophoniques).
C'est le scénariste Toshio Yasumi, son ancien professeur de russe, qui l'incite à écrire pour le cinéma. Ils écrivent ensemble le scénario de La Vie d'une femme (女の一生, Onna no isshō) de Fumio Kamei en 1949. Yōko Mizuki écrit des scénarios à succès basés sur un point de vue féminin et devient dans les années 1950 l'un des scénaristes les plus connus de l'âge d'or du cinéma japonais. Elle écrit à plusieurs reprises pour des réalisateurs célèbres de l'époque comme Tadashi Imai et Mikio Naruse.
Elle a écrit une trentaine de scénarios entre 1949 et 1976.
Yōko Mizuki a été brièvement mariée au réalisateur Senkichi Taniguchi.

## Filmographie
- 1949 : La Vie d'une femme (女の一生, Onna no isshō?) de Fumio Kamei
- 1950 : Quand nous nous reverrons... (また逢ふ日まで, Mata au hi made?) de Tadashi Imai
- 1951 : Le Chant de la bergeronnette (せきれいの曲, Sekirei no kyoku?) de Shirō Toyoda
- 1952 : Atakake no hitobito (安宅家の人々?) de Seiji Hisamatsu
- 1952 : La Mère (おかあさん, Okaasan?) de Mikio Naruse
- 1952 : Oka wa hanazakari (丘は花ざかり?) de Yasuki Chiba
- 1953 : La Tour des lys (ひめゆりの塔, Himeyuri no tō?) de Tadashi Imai
- 1953 : Un couple (夫婦, Fûfu?) de Mikio Naruse
- 1953 : Aijō ni tsuite (愛情について?) de Yasuki Chiba
- 1953 : Frère aîné, sœur cadette (あにいもうと, Ani imōto?) de Mikio Naruse
- 1953 : Eaux troubles (にごりえ, Nigorie?) de Tadashi Imai
- 1954 : Le Grondement de la montagne (山の音, Yama no oto?) de Mikio Naruse
- 1955 : Nuages flottants (浮雲, Ukigumo?) de Mikio Naruse
- 1955 : La Vie d'une femme (女の一生, Onna no issho?) de Noboru Nakamura (remake)
- 1955 : Voici une fontaine (ここに泉あり, Koko ni izumi ari?) de Tadashi Imai
- 1956 : Pluie soudaine (驟雨, Shūu?) de Mikio Naruse
- 1956 : Yakan chugaku (夜間中学?) de Ishirō Honda
- 1957 : Une femme indomptable (あらくれ, Arakure?) de Mikio Naruse
- 1957 : Un amour pur (純愛物語, Jun'ai monogatari?) de Tadashi Imai
- 1958 : Ikari no kotō (怒りの孤島?) de Seiji Hisamatsu
- 1958 : Hadaka no taishō (裸の大将?) de Hiromichi Horikawa
- 1959 : Kiku et Isamu (キクとイサム, Kiku to Isamu?) de Tadashi Imai
- 1960 : Tendre et folle adolescence (おとうと, Otōto?) de Kon Ichikawa
- 1961 : L'Âge du mariage (婚期, Konki?) de Kōzaburō Yoshimura
- 1961 : Les Lumières du port (あれが港の灯だ, Arega minato no hi da?) de Tadashi Imai
- 1961 : Les Grincheuses (もず, Mozu?) de Minoru Shibuya
- 1962 : Les Vieilles Dames du Japon (喜劇 にっぽんのお婆あちゃん, Kigeki: Nippon no oba-chan?) de Tadashi Imai
- 1962 : Je n'oublie pas cette nuit (その夜は忘れない, Sono yo wa wasurenai?) de Kōzaburō Yoshimura
- 1964 : Sueur douce (甘い汗, Amai ase?) de Shirō Toyoda
- 1964 : Kwaïdan (怪談, Kaidan?) Masaki Kobayashi
- 1966 : Point de congélation (氷点, Hyōten?) de Satsuo Yamamoto
- 1976 : La Sorcière (妖婆, Yoba?) de Tadashi Imai
- 1976 : Frère aîné, sœur cadette (あにいもうと, Ani imōto?) de Tadashi Imai (remake)
- 1976 : Otōto (おとうと?) de Shigeyuki Yamane (remake)
- 1982 : La Tour des lys (ひめゆりの塔, Himeyuri no tō?) de Tadashi Imai (remake)

## Récompenses et distinctions
- 1953 : prix Kan-Kikuchi
- 1960 : prix Blue Ribbon du meilleur scénario pour Kiku et Isamu[3]
- 1960 : prix Mainichi du meilleur scénario pour Kiku et Isamu[4]
- 1962 : prix Kinema Junpō du meilleur scénario pour Les Grincheuses, L'Âge du mariage et Les Lumières du port[5],[6]
- 1965 : prix Kinema Junpō du meilleur scénario pour Kwaïdan et Sueur douce[5],[7]
- 1981 : médaille au ruban pourpre